# LION SEVENTEEN
「LION SEVENTEEN」（ライオンセブンティーン）は、cuneの5thシングル。

## 概要
MVでは、メンバー全員学生服を着ている。

## 収録曲
作詞・作曲:小林亮三
1. LION SEVENTEEN（3:26）[1]
編曲:cune・亀田誠治
2. SQUALL（4:06）[1]
編曲:cune

## 収録アルバム
- ナナイロスマイル (#1,2　#1はalbum version)
- BEST 1999-2004 (#1、album version)
- B-side collection (#1,2　#1はalbum version)